# Marathon van Seoel 1999
De marathon van Seoel 1999 (ook wel Dong A) werd gelopen op zondag 21 maart 1999. Het was de 55e editie van deze marathon.
De Koreaan Jae-Young Hyung kwam bij de mannen als eerste over de streep in 2:11.34. Zijn landgenote Jung-Hee Oh won bij de vrouwen in 2:35.11.

## Uitslagen

### Mannen
| rang   | naam            | land | tijd    |
| ------ | --------------- | ---- | ------- |
| Goud   | Jae-Young Hyung | KOR  | 2:11.34 |
| Zilver | Sung-Keun Oh    | KOR  | 2:12.00 |
| Brons  | Ki-Sik Chang    | KOR  | 2:13.28 |
| 4      | In-Mo Jae       | KOR  | 2:17.13 |
| 5      | Jin-Soo Lim     | KOR  | 2:17.37 |
| 6      | Eui-Soo Lee     | KOR  | 2:17.45 |
| 7      | Bong-Ju Kwon    | KOR  | 2:18.24 |
| 8      | Jae-Ryong Kim   | KOR  | 2:18.32 |
| 10     | Nam-Kyun Jung   | KOR  | 2:22.02 |

### Vrouwen
| rang   | naam           | land | tijd    |
| ------ | -------------- | ---- | ------- |
| Goud   | Jung-Hee Oh    | KOR  | 2:35.11 |
| Zilver | Sun-Suk Yun    | KOR  | 2:41.58 |
| Brons  | Yong-Ae Pak    | PRK  | 2:42.18 |
| 4      | Yi-Young Hyung | KOR  | 2:45.57 |
| 5      | Hae-Jin Bae    | KOR  | 2:46.24 |

1964 ·
1965 ·
1966 ·
1967 ·
1968 ·
1969 ·
1970 ·
1971 ·
1972 ·
1973 ·
1974 ·
1975 ·
1976 ·
1977 ·
1978 ·
1979 ·
1980 ·
1981 ·
1982 ·
1983 ·
1984 ·
1985 ·
1986 ·
1987 ·
1988 ·
1989 ·
1990 ·
1991 ·
1992 ·
1993 ·
1994 ·
1995 ·
1996 ·
1997 ·
1998 ·
1999 ·
2000 ·
2001 ·
2002 ·
2003 ·
2004 ·
2005 ·
2006 ·
2007 ·
2008 ·
2009 ·
2010 ·
2011 · 
2012 · 
2013 · 
2014 · 
2015 · 
2016 ·  
2017